# Waldmäuse
Die Waldmäuse (Apodemus) sind eine zur Tribus Apodemini gehörende Gattung der Altweltmäuse. Sie sind mit etwa 20 Arten über Eurasien und Nordafrika verbreitet. In Mitteleuropa kommen die Brandmaus, die Waldmaus, die Gelbhalsmaus, die Alpenwaldmaus und die Zwergwaldmaus vor.

## Körpermerkmale
Die Waldmäuse sind kleine bis mittelgroße Altweltmäuse,
die in ihrer Gesamterscheinung der Zwergmaus ähneln.
Ihre Kopf-Rumpf-Länge beträgt 60 bis 150 Millimeter, die Schwanzlänge 70 bis 145 Millimeter und das Körpergewicht 15 bis 50 Gramm.
Der Schwanz ist meist etwa so lang wie der restliche Körper, kann jedoch auch kürzer oder etwas länger sein.
Anders als bei der Zwergmaus ist er nicht als Greifschwanz ausgebildet.
Bei in Wäldern lebenden Formen ist die Schnauze verlängert und die Augen und Ohren sind relativ groß; bei Formen aus offeneren Landschaften ist die Schnauze dagegen kurz und die Augen und Ohren sind relativ klein.
Die Vorderpfoten sind normal ausgebildet.
Der Bau der Hinterpfoten ähnelt dem paläarktischer Ratten.
So sind die relativ langen Hinterpfoten nicht fürs Klettern verbreitert, sondern schmal. Die drei mittleren der fünf Zehen sind mäßig lang, die beiden äußeren Zehen sind dagegen kürzer.
Die Hinterfußlänge beträgt stets mehr als 20 Prozent und häufig mindestens 23 Prozent der Kopf-Rumpf-Länge.
Weibchen der Waldmäuse haben sechs oder acht Zitzen.
Zwei Zitzenpaare befinden sich im Brustbereich, ein oder zwei Zitzenpaare in der Leistenregion.
Das Fell der Waldmäuse ist gewöhnlich weich, kann jedoch wie bei der Großen Japanischen Waldmaus borstig sein.
Die Leithaare sind meist licht und relativ dünn.
Der Schwanz ist mäßig behaart.
Die Fellfarbe der Oberseite ist bräunlich.
Sie reicht von gräulich-gelbbraun oder gräulich-braun über braun mit gelber oder roter Melierung bis hellbraun oder blass-sandfarben. Unterseits ist das Fell weiß oder gräulich, häufig mit gelber Melierung. Die Vorder- und Hinterpfoten sind meist weiß. Einige Formen haben einen rötlich-gelben Brustfleck.
Die Brandmaus weist einen schwarzen Aalstrich auf.

## Lebensraum und Lebensweise

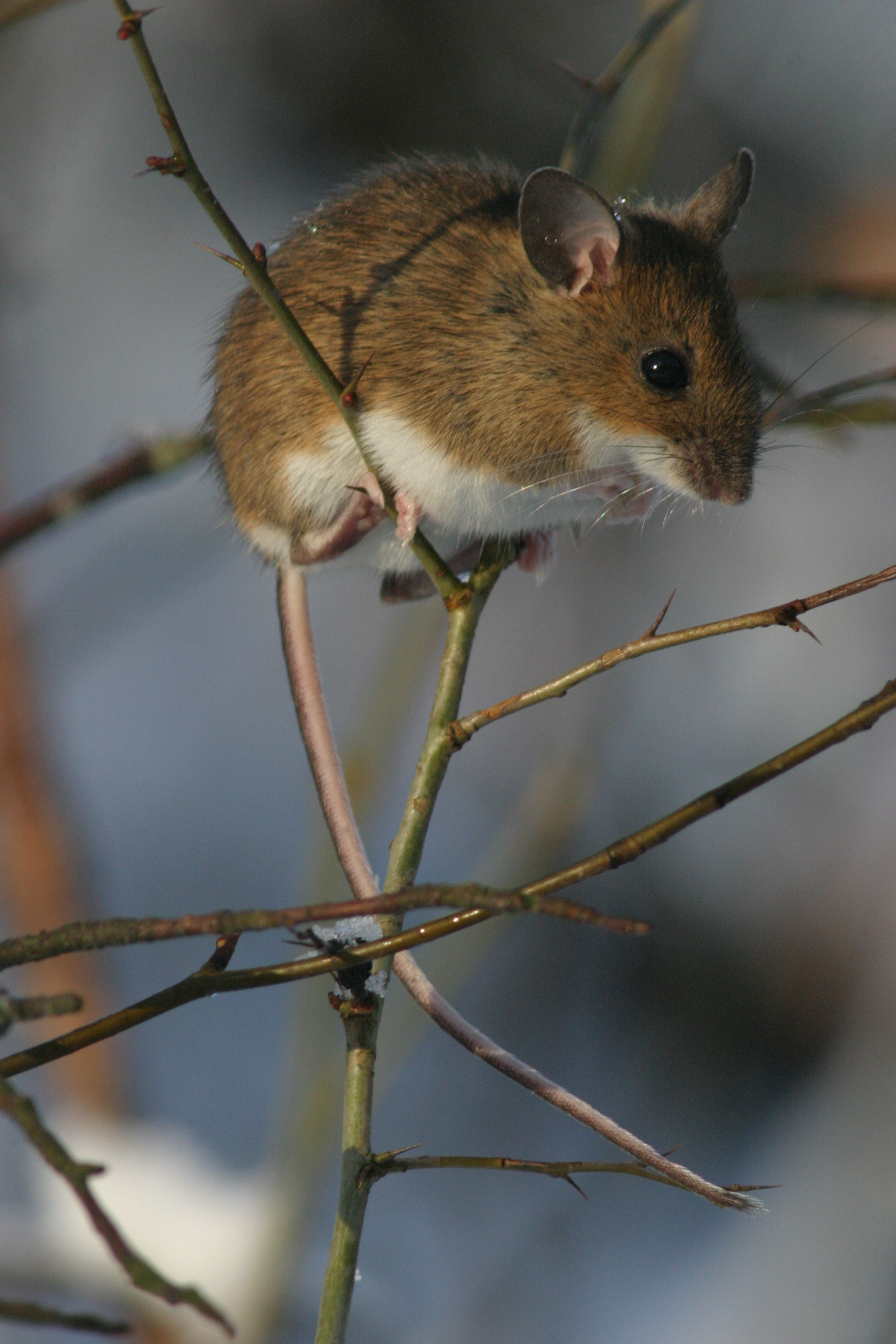
Die Gelbhalsmaus ist ein guter Kletterer.

Der Lebensraum der Waldmäuse sind offene und geschlossene Wälder, Hecken, Gärten und grasbewachsene Äcker sowie sonstige kultivierte Flächen und Feuchtgebiete.
Sie sind gute Kletterer, wenn auch nicht so sehr wie die Zwergmaus. Verglichen mit dieser sind sie aktivere Springer. Zudem sind sie gute Schwimmer. Je nach Art können sie tag-, nacht- oder dämmerungsaktiv sein. Ihr Aktionsraum durchmisst bis etwa 180 Meter. Gewöhnlich graben sie tiefe Baue, an deren Tunnelende ein Nest liegt. Dieses besteht aus zerschredderten Gräsern und Blättern. Die Nahrung setzt sich aus Wurzeln, Samen, Beeren, Nüssen und Insekten zusammen und wird als Vorrat in den Bauen eingelagert.
Die Fortpflanzungszeit der Waldmäuse kann geografisch und von Jahr zu Jahr variieren. Weibchen bringen in einem Jahr bis zu sechs Würfe zur Welt. In der Natur liegt die durchschnittliche Lebenserwartung vermutlich bei einem Jahr oder weniger.
Der Einfluss auf die Erneuerung von Wäldern ist komplex. In Großbritannien wurde die wichtige Rolle beim Transport und Vergraben von Baumsamen sowie bei der Vernichtung der Sämlinge erkannt.
Im Herbst und im Winter können Waldmäuse in menschliche Behausungen eindringen.

## Verbreitung
Das Verbreitungsgebiet der Waldmäuse erstreckt sich über weite Teile der Paläarktis und Teile der Orientalis. In Europa sind sie von Island, Irland und den Shetlands ostwärts bis Russland sowie von Skandinavien südwärts bis zum Mittelmeer, nach Sizilien und Kreta verbreitet.
In Afrika kommt eine Art von Marokko über Algerien bis Tunesien vor.
In Asien erstreckt sich ihr Verbreitungsgebiet von Kleinasien und Turkestan über Sibirien bis zum Pazifischen Ozean. Sie bewohnen Syrien, den Iran, den Punjab, Kaschmir, den größten Teil Chinas nördlich des Jangtsekiang von Gansu über Sichuan bis Shandong, die Mongolei, die Mandschurei, Korea, Japan und Sachalin. In der Orientalis sind sie von Nepal über Myanmar, Yunnan und Fujian bis nach Taiwan und zu den Ryūkyū-Inseln verbreitet.

## Systematik

### Äußere Systematik
Musser und Carleton (2005) fassen die Waldmäuse, die Ryukyu-Stachelratten und die ausgestorbene Gattung Rhagamys als Apodemus-Gruppe zusammen.
Lecompte und Mitarbeiter (2008) führten für diese Formen die Tribus Apodemini ein.
Eine enge Verwandtschaft zwischen den Waldmäusen und den Ryukyu-Stachelratten wurde aufgrund des Baus der Backenzähne vermutet,
ebenso wie eine Verwandtschaft zur Gattung Rhagamys aus dem Quartär und zur Gattung Rhagapodemus aus dem Pliozän.
Die Verwandtschaft zu den Ryukyu-Stachelratten wird inzwischen durch molekulargenetische Untersuchungen gestützt. Untersuchungen mitochondrialer und nukleärer Gensequenzen durch Lecompte und Mitarbeiter (2008) bestätigen dieses Schwestergruppenverhältnis, weisen jedoch auf das beachtliche Alter der Divergenz zwischen den Gattungen hin.

### Innere Systematik

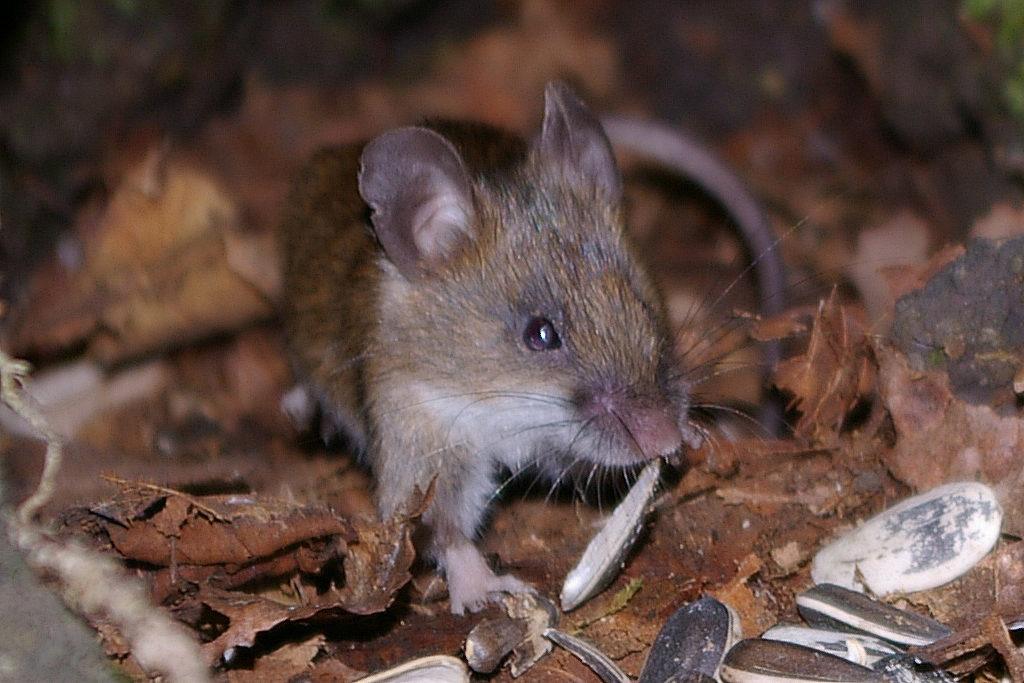
Die Kleine Japanische Waldmaus steht basal zu den meisten anderen Waldmäusen.

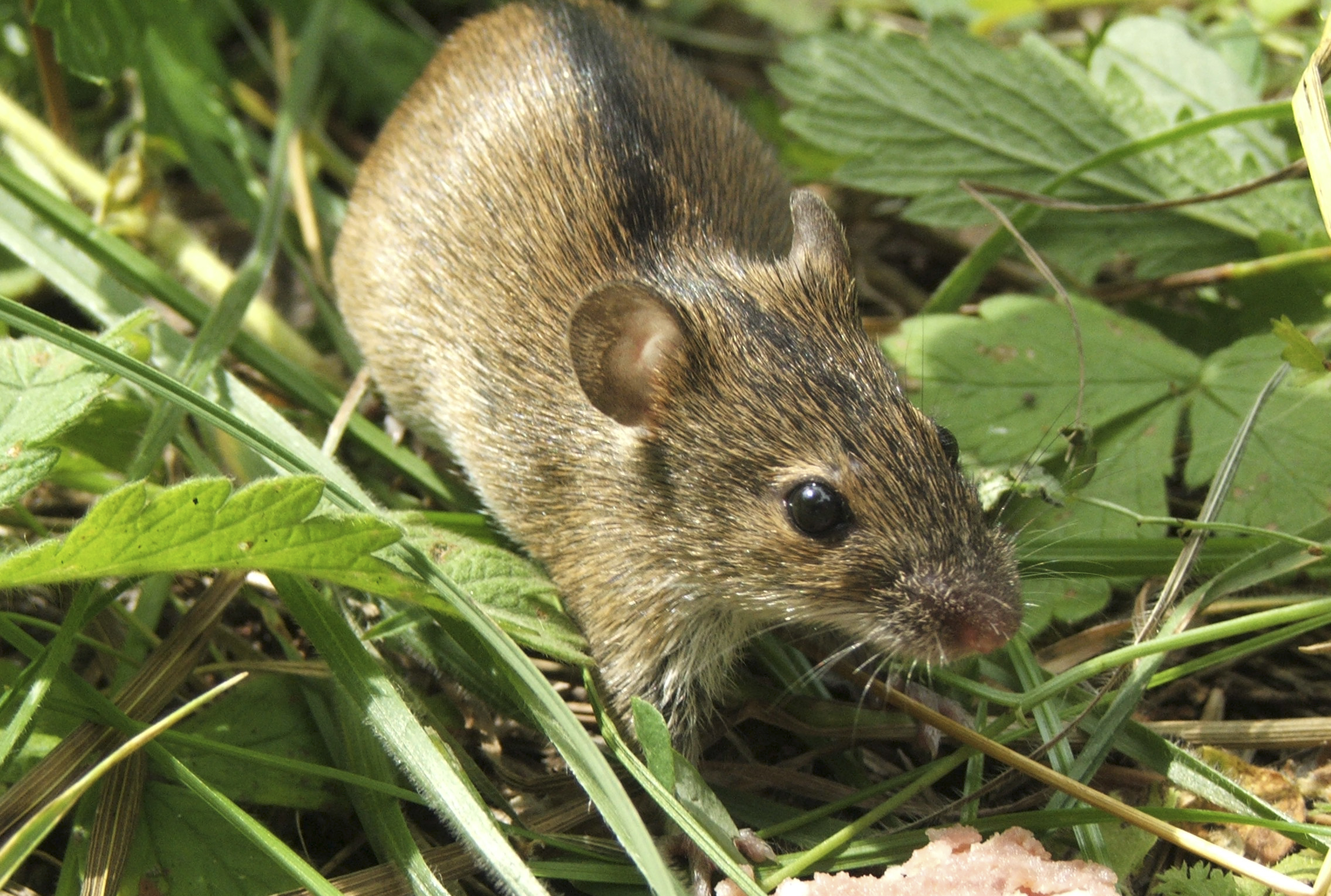
Brandmaus mit auffälligem Rückenstreifen; die Art ist über weite Teile Europas und Asiens verbreitet.

Musser und Carleton (2005) unterteilen die rezenten Waldmäuse in vier Gruppen und unterscheiden 20 Arten:
argenteus-Gruppe
- Kleine Japanische Waldmaus, Apodemus argenteus (Temminck, 1844) in Japan

gurkha-Gruppe:
- Himalaya-Waldmaus, Apodemus gurkha Thomas, 1924 in Nepal

apodemus-Gruppe:
- Brandmaus, Apodemus agrarius (Pallas, 1771) von Mitteleuropa bis Zentralasien und in Ostasien
- Chevrier-Waldmaus, Apodemus chevrieri (Milne-Edwards, 1868) im südlichen China
- Südchinesische Waldmaus, Apodemus draco (Barrett-Hamilton, 1900) in China und angrenzenden Gebieten Myanmars und Indiens
- Sichuan-Waldmaus, Apodemus latronum Thomas, 1911 im südlichen China und angrenzenden Gebieten Myanmars und Indiens
- Koreanische Waldmaus, Apodemus peninsulae (Thomas, 1907) in Ost- und Nordasien
- Taiwanische Waldmaus, Apodemus semotus Thomas, 1908 auf Taiwan
- Große Japanische Waldmaus, Apodemus speciosus (Temminck, 1844) in Japan und auf Kunaschir

sylvaemus-Gruppe:
- Alpenwaldmaus, Apodemus alpicola Heinrich, 1952 in den Alpen
- Balkan-Felsenmaus, Apodemus epimelas (Nehring, 1902) auf der Balkanhalbinsel
- Gelbhalsmaus, Apodemus flavicollis (Melchior, 1834) in Europa und Vorderasien
- Talysch-Waldmaus, Apodemus hyrcanicus Vorontsov et al., 1992 im Talysch-Gebirge
- Orient-Felsenmaus, Apodemus mystacinus (Danford & Alston, 1877) in Vorderasien und auf Kreta
- Ward-Waldmaus, Apodemus pallipes (Barrett-Hamilton, 1900) im Pamir und angrenzenden Gebieten Zentral- und Südasiens
- Kaukasus-Waldmaus, Apodemus ponticus (Sviridenko, 1936) im Kaukasus
- Kaschmir-Waldmaus, Apodemus rusiges Miller, 1913 in Pakistan und Indien
- Waldmaus, Apodemus sylvaticus (Linnaeus, 1758) in Europa und Nordwestafrika
- Zwergwaldmaus, Apodemus uralensis (Pallas, 1811) von Mitteleuropa bis Zentralasien
- Steppenwaldmaus, Apodemus witherbyi (Thomas, 1902) von der Ukraine über den Kaukasus nach Vorderasien